# Ortskapelle Schöneben

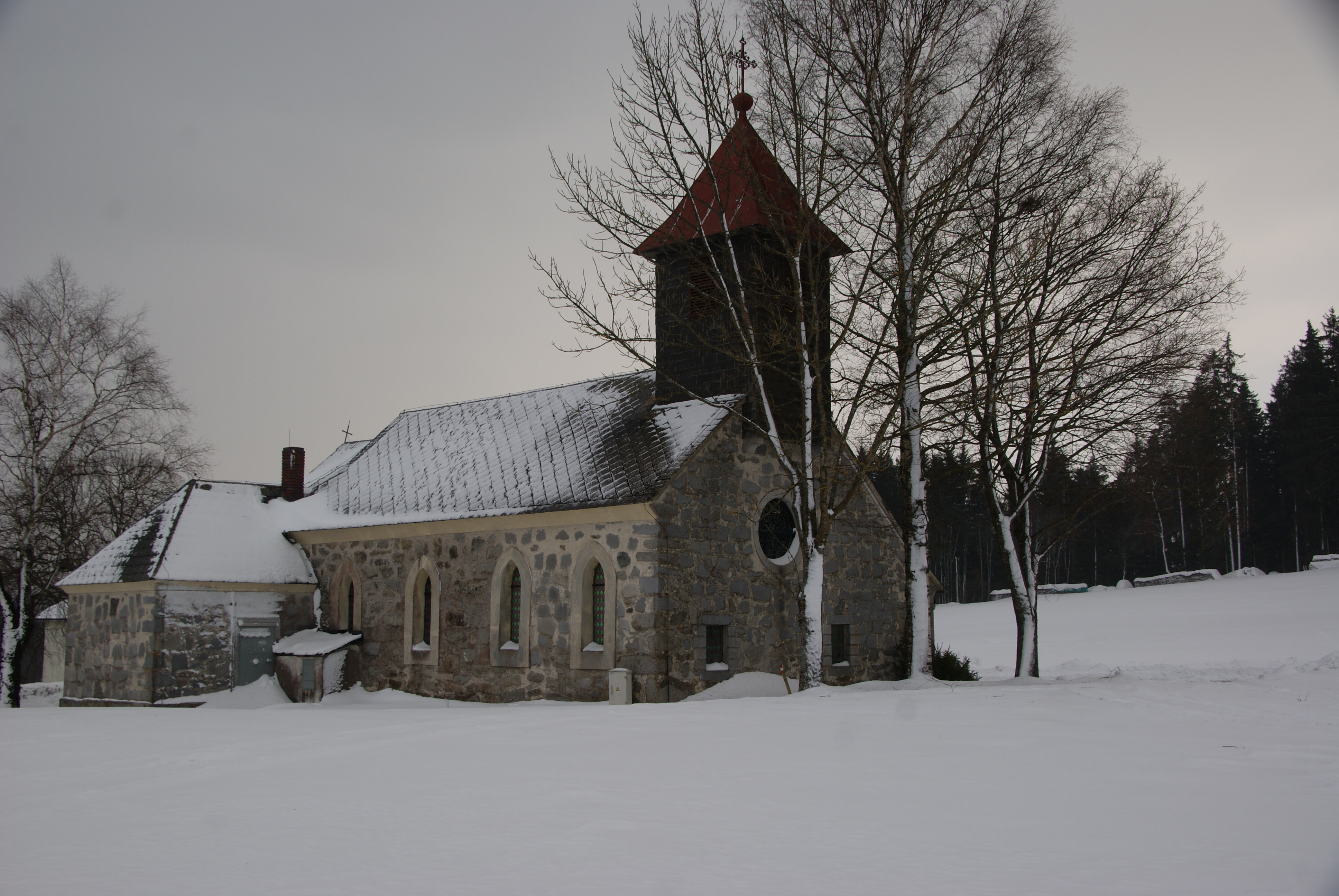
Ortskapelle Schöneben (2012)

Die Ortskapelle Schöneben ist eine römisch-katholische Kapelle im Ort Schöneben in der Marktgemeinde Liebenau im Bezirk Freistadt in Oberösterreich und steht unter Denkmalschutz.
Der mächtige Kapellenbau mit eingezogenem Chor und einem Dachreiter wurde 1904 erbaut. Im Inneren hat die Kapelle ein mit vertikalen Rippen betontes Spitztonnengewölbe. Die neogotische Westempore ist aus Holz. Die Glasmalerei mit christlichen Symbolen entstanden um 1960/1970. Das neogotisierende Altar als Nischenrebatel baute 1914 Hans Leopold Weiß mit den Statuen der Heiligen Maria, Antonius und Josef.